# Дубровский, Владимир Сергеевич
Владимир Сергеевич Дубровский (бел. Уладзімір Сяргеевіч Дуброўскі; род. 5 сентября 2003, Гомель) — белорусский футболист, нападающий клуба «Гомель».

## Карьера

### «Гомель»
Является воспитанник футбольной академии «Гомель». В сезоне 2022 года футболист стал выступать за дублирующий состав гомельского клуба, где смог быстро закрепиться. В июне 2023 года футболист стал подтягиваться к играм с основной командой клуба. Дебютный матч за клуб футболист сыграл 24 июня 2023 года против «Ислочи», выйдя на замену на 90 минуте. На протяжении сезона футболист оставался в клубе игроком замены, результативными действиями не отличившись, продолжая преимущественно выступать за дублирующий состав. По итогу дебютного сезона футболист вместе с клубом завершил чемпионат на итоговом шестом месте.

### «Бумпром»
В марте 2024 года футболист на правах свободного агента присоединился к гомельскому «Бумпрому», подписав контракт до конца сезона.